# Calle 51 (línea de la Avenida Lexington)
La Calle 51 es una estación en la línea de la Avenida Lexington del Metro de Nueva York de la A del Interborough Rapid Transit Company. La estación se encuentra localizada en Midtown Manhattan, Manhattan entre la Calle 51 Este y la Avenida Lexington. La estación es servida en varios horarios por diferentes trenes de los servicios  y .

## Galería

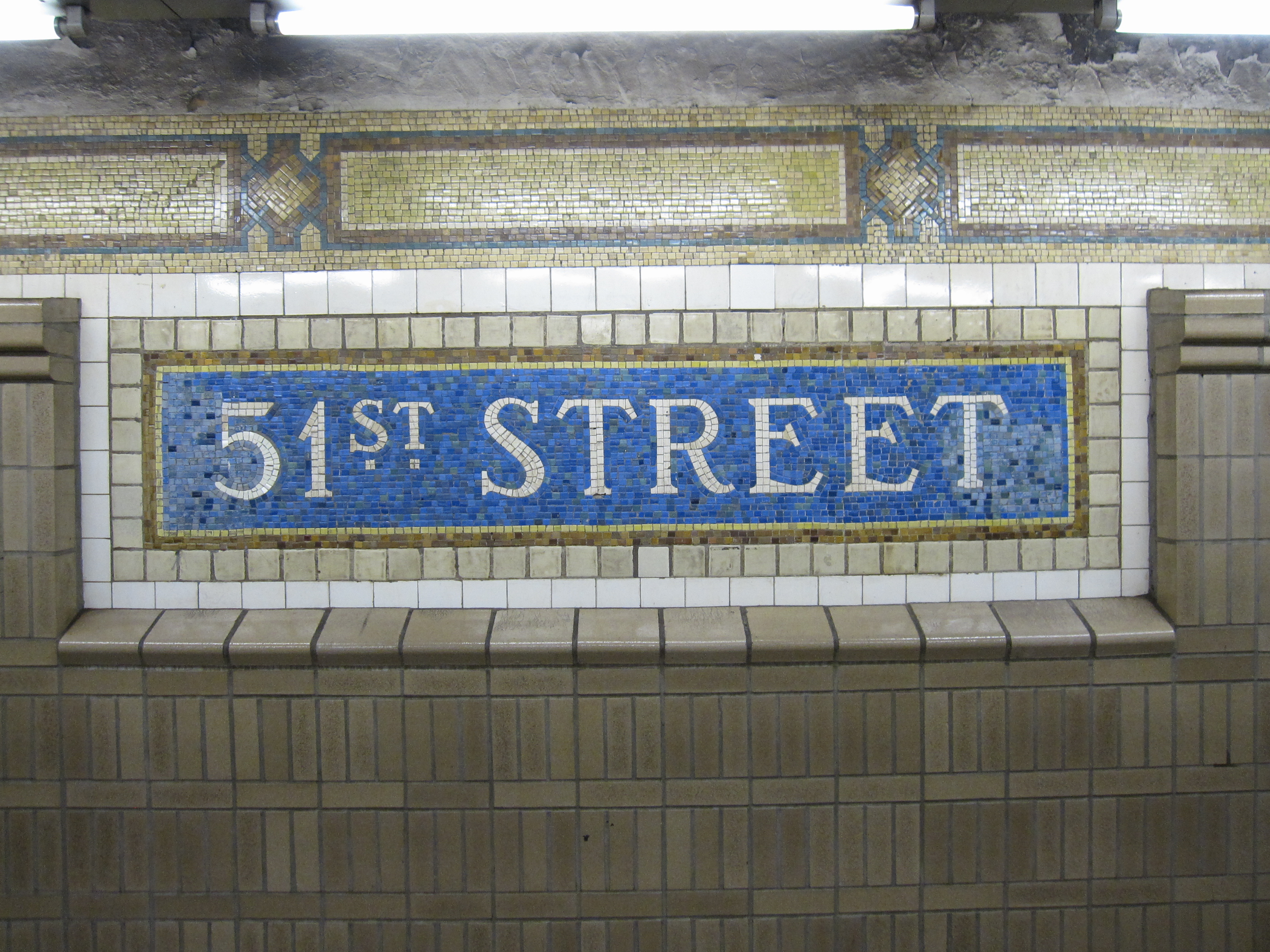
Mosaicos
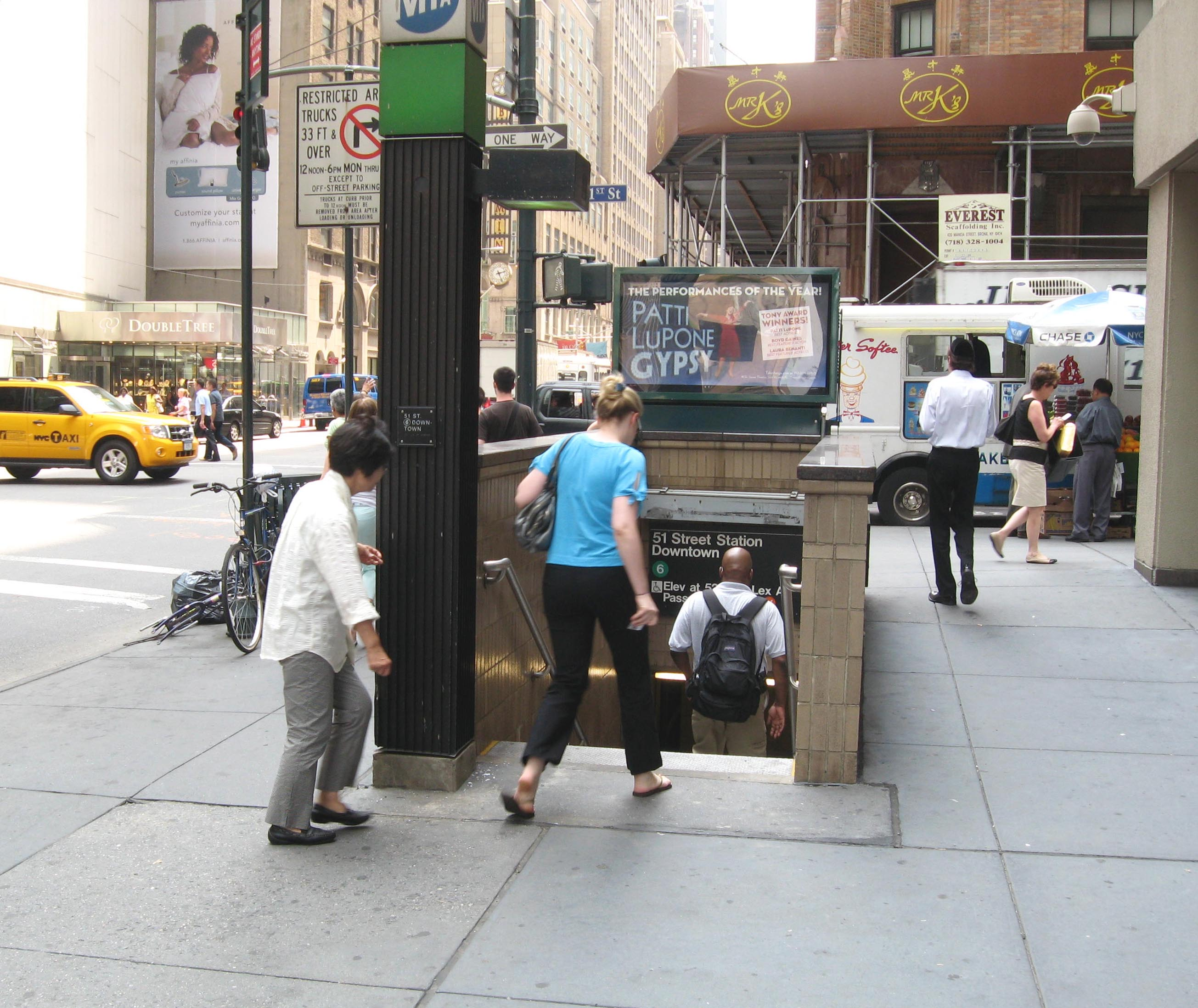
Escaleras en entido sur